# Beania trampida
Beania trampida är en mossdjursart som beskrevs av Gordon 1986. Beania trampida ingår i släktet Beania och familjen Beaniidae. Inga underarter finns listade i Catalogue of Life.